# 莱罗勒
莱罗勒（法語：Lhéraule，法語發音：[leʁol]）是法国瓦兹省的一个市镇，属于博韦区。

## 地理
莱罗勒（49°29'14"N, 1°55'51"E）面积2.76 平方千米，位于法国上法蘭西大區瓦兹省，该省份为法国北部内陆省份，北起索姆省，西接厄尔省和滨海塞纳省，南至塞纳-马恩省和瓦兹河谷省，东临埃纳省。
与莱罗勒接壤的市镇（或旧市镇、城区）包括：博尼耶尔、格拉蒂尼、欧库尔、布赖地区奥当克、拉纳维尔沃尔、博韦西地区皮耶尔雷菲特。

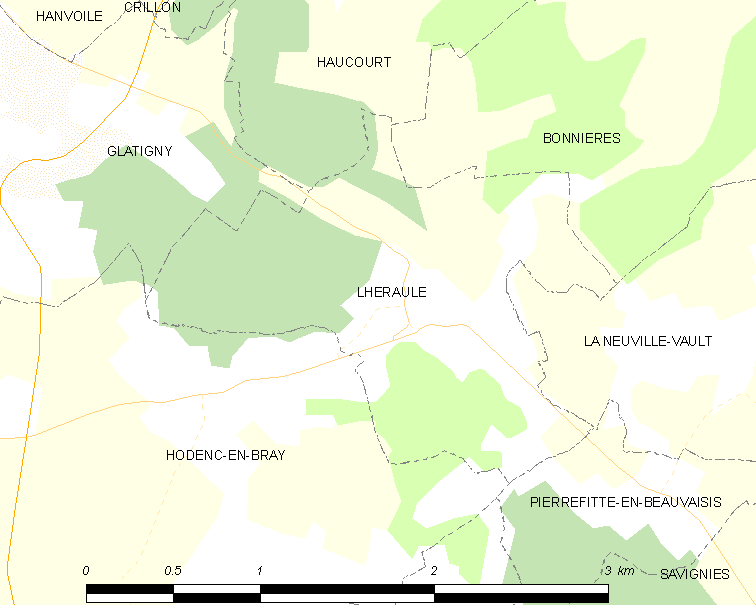
莱罗勒的OSM定位图

莱罗勒的时区为UTC+01:00、UTC+02:00（夏令时）。

## 行政
莱罗勒的邮政编码为60650，INSEE市镇编码为60359。

## 政治
莱罗勒所属的省级选区为格朗维利耶县。

## 人口

1962-2008年间莱罗勒人口变化图示

莱罗勒于2022年1月1日时的人口数量为202人。